# Coptoeme depressa
Coptoeme depressa là một loài bọ cánh cứng trong họ Cerambycidae.